# 쯔바이!!
쯔바이!!(일본어: ツヴァイ！！, 독일어: Zwei!!)는 일본에서 2001년 발매되었고, 대한민국에는 2002년 4월 8일에 발매된 니혼 팔콤이 개발하고 발매한 마이크로소프트 윈도우용 액션 롤플레잉게임이다. 쯔바이는 독일어로 2를 의미한다.

## 개요
두 명의 주인공 피피로와 포크루, 그리고 주인공을 따라다니는 펫을 움직여서 게임을 진행한다. 팔콤의 폿포루메이루 이후 코미컬한 스토리이며, 또한 발매 당시 영웅전설5를 끝으로 가가브 트릴로지를 완결 짓고 리메이크 작품을 중심으로 발매하고 있던 팔콤으로서는 오랜만의 오리지널 작품이었다. 이미지 일러스트와 패키지 일러스트는 나나세 아오이가 담당했다.
2004년에는 타이토에서 플레이스테이션2판을 발매하였고, 2008년에는 팔콤에서 플레이스테이션 포터블판이 발매될 예정이다. PS2판・PSP판에서는 윈도판에서 있었던 런처, 액세서리 프로그램 요소가 들어가지 않았으며, 윈도판에서는 클리어 할 필요가 없었던 일부 던전을 클리어 해야 하게 바뀌었다.
2007년에는 온라인 게임인 쯔바이!! 온라인의 제작이 발표되었고, 2008년 9월에는 속편인 쯔바이2가 일본에서 발매되었다.

## 스토리
그란바렌 근교에 위치하고 풍부한 자연과 몇몇 유적을 품고있는 부유대륙 아르제스. 전설에 의하면 500년 전에 마법대전의 결전의 땅이었다고 전해져 오고 있지만, 지금은 가끔씩 유적을 탐험하러 오는 모험가들이 방문하는 정도이고 주민들은 한가로운 삶을 보내고 있었다.
그런 어느 날 대륙의 중심에 위치한 푸크 마을에서 사건이 일어났다. 동시에 14세가 되는 생일을 맞이한 의남매 피피로와 포크루는 마을 외곽을 걸어가는 낯선 남자를 발견한다. 남자는 마을 외곽의 신전에 들어가 마을의 보물인 6개의 여신상을 가지고 가버린다. 이런 사정을 촌장과 수녀에게 보고하고 영웅을 동경하는 포크루는 마을의 보물을 되찾고 싶어하고 여신상을 찾게 보내달라고 떼를 쓰고, 주저하던 피피로도 여신상에 걸린 현상금 이야기를 듣고 적극적으로 변한다. 이렇게 두 사람은 빼앗긴 여신상을 찾는 모험에 나서게 되는 것이었다.

## 등장인물
성우는 PSP판 기준
피피로（CV：콘노 히로미）
포크루와 함께 푸크 마을에 살고있는 소녀. "전설속의 공주 티아라"의 환생이라고 불릴정도의 마법의 천재. 하지만 정작 본인의 의욕은 없음. 마법보다 패션에 흥미를 가지고 있고, 예쁜 옷과 단 음식을 매우 좋아한다. 포크루보다 약간 연상이기 때문에 누나 행세를 하는 일이 많다.
포크루（CV：시라이시 쿄코）
피피로와 함께 살고있는 의동생. "전설의 성기사 파라디스"를 동경하고 있고 전직 트레저 헌터인 카이토에게 무술을 배워 무술 실력은 제법 있는 편. 가사일을 완벽히 해내는 착실한 성격이지만, 재미없는 농담을 좋아하고, 아름다운 누님에게 약하다. 그 때문에 피피로의 차가운 시선을 받기도 한다. 여행 도중에 수수께끼의 남자의 정체가 파라디스라는 것을 알고 한때 쇼크를 받기도 했지만, 그의 행동의 진위를 알아내기 위해 모험을 계속한다.
펫
모험을 시작할 때 두 사람이 만나는 애완동물. 개와 고양이 둘 중 하나를 선택할 수 있다. 주인공을 따라다니며 도와준다.
라즈베리 수녀
푸크 마을의 교회의 수녀. 인망이 두텁고, 마을사람들의 카운셀링을 해주며, 아이들의 교육자로서 신뢰를 받고있다. 피피로와 포크루의 보호자와 같은 존재이다.
카이토
푸크 마을에 사는 전직 트레저 헌터. 모험자로서의 경험이 매우 풍부하다. 지금은 가족과 함께 살고 있으며, 포크루에게 무술을 가르치고 있다.
표톨
푸크 마을의 촌장이며, 마을의 의사. 딸이며 간호사인 피챰과 함께 진료소를 운영하고 있다.
콜벳
곳곳에 나타나는, 아무리 봐도 고양이인 수수께끼의 마법사. 하지만 본인에게 직접 고양이라고 말하면 화를 낸다.
수수께끼의 복면을 한 남자
푸크 마을에 갑자기 나타나 마을의 보물인 6개의 여신상을 빼앗아 간 수수께끼의 인물. 피피로와는 비교가 되지 않는 마법 실력을 가지고 있다. 정체는 「전설의 성기사 파라디스」이며, 「전설속의 공주 티아라」를 부활시키기 위해 겉으로는 콜벳에게 협력하고 있다.

## 게임 시스템
윈도우판 기준

### 게임의 기본 시스템
게임은 피피로와 포크루 두 명의 캐릭터를 바꿔가며 진행한다. 피피로는 정신력이 뛰어나 원거리 마법공격을 중심으로 하고, 포크루는 방어력이 뛰어나며 접근전에 강하다. 수 차례 연속공격을 하면 콤보 스톡을 쌓을 수가 있어서 쌓인 콤보 스톡을 사용하면 차지 공격(게임의 진행 정도에 따라서 보너스 한방→기합의 한방→투 플라톤→쓰리 플라톤으로 발전)을 사용할 수 있다.
두 사람을 따라오는 펫은 작전 설정에 따라서 자동적으로 공격이나 회복을 해 준다. 그리고 펫 모니터에 의해 성장을 할 수 있어서 펫의 성장 정도에 따라 게임의 진행도 쉬워진다.
또한 캐릭터의 성장방법도 특징이 있다. 보통의 RPG와는 달리 적을 쓰러뜨린 것만으로는 레벨 업을 하지 않는다. 적이 떨어뜨리는 회복 아이템을 먹는 것으로 HP회복과 함께 경험치를 얻을 수 있다. 그리고 아이템을 일정량 모아서 HP회복량과 경험치가 더 높은 상위 아이템으로 교환을 할 수 있다.
본작에는 파고들기요소가 많이 들어가 있다. 「아이템 사전」、「마수 사전」、「스코어 북」、「캐릭터 노트」는 플레이 상황이 반영되는 아이템이며, 이 아이템을 완성시키는 것을 목표로 하는 플레이도 가능하다. 각 던전도 달성도가 표시되며, 어떠한 아이템을 일정 개수 모으고, 아이템 교환을 반복하여 수집을 위해 각각의 조건을 달성할 필요가 있는 아이템도 있다. 또한 「마수 사전」완성을 위해서는 특정 장소에서밖에 출현하지 않는 적을 쓰러뜨릴 필요가 있다. 한번 클리어 후에도 앞에 언급한 사전같은 아이템을 계승해서 플레이 할 수 있으며, 두 번째 플레이 째가 아니면 등장하지 않는 아이템 같은 것도 있다.

### 런처와 액세서리 프로그램
게임 본체는 런처를 통해서 실행하지만, 런처에는 게임의 진행 상황에 따라 게임 본체 이외의 데스크톱 액세서리가 사용할 수 있게 된다.
펫 모니터
처음부터 사용가능. 펫이 주인공이 되는 미니 어드벤쳐 게임. 기본적으로 실행해 둔 상태로 진행하는 것도 가능하지만, 선택지를 플레이어가 선택할 수도 있다. 이 게임의 진행상황에 따라서 펫이 성장하거나, 이 게임에서밖에 입수할 수 없는 아이템을 얻는 등 게임 본편을 진행할 때에 쉬워지게 하는 요소가 있다.
달력
1개월 단위로 바뀌는 간단한 달력. 해당 달에 어울리는 배경 일러스트가 그려져 있다.
시계
아날로그, 디지털 표시를 바꿀 수 있는 시계. 알람 기능도 있다.
계산기
일반적인 평범한 계산기
미니게임
〈타이핑 오브 이스〉와 〈모나모~나〉두 작품. 자세한 사항은 뒤에 설명.

### 미니게임
본편과는 관계없이 플레이 할 수 있는 미니게임이 3종류가 있다.
ZWEI!! 슈팅
본격적인 횡스크롤 슈팅 게임
타이핑 오브 이스
《이스 시리즈》를 따온 타자 연습 게임. 입력 내용도 《이스》에 관한 내용이다.
모나모~나
모나크 모나크의 마스코트 캐릭터 「모나 군」이 주인공인 테트리스와 비슷한 퍼즐 게임. 방해되는 블록을 없애면서 블록을 쌓아올리면서 위로 올라가 모나 군을 위로 이동시키는 게임.

## 온라인 게임「Zwei!! Online」
니혼 팔콤의 라이센스를 바탕으로 한국의 네온소프트와 일본의 딤프스가 공동개발하는 온라인 게임 쯔바이!! 온라인의 제작이 발표되어있는 상태이다. 2008년에 한국에 서비스 개시 예정이며, 이후 순차적으로 일본을 비롯한 각국에 서비스를 개시할 계획이다.

## 같이 보기
- 쯔바이!! 온라인
- 쯔바이2